# اتفاقية الصيد البحري بين المغرب والاتحاد الأوروبي

المغرب والاتحاد الأوروبي

اتفاقية الشراكة السمكية بين الاتحاد الأوروبي والمغرب (FPA) هي اتفاقية صيد أسماك بين المجموعة الاقتصادية الأوروبية والمغرب. تسمح لسفن 11 دولة أوروبية بالصيد في المياه المغربية وبالقرب من السواحل.
تم التوقيع عليها في 28 يوليو 2005، وأبرمت في 22 مايو 2006، ودخلت حيز التنفيذ في 28 فبراير 2007. ومن المقرر أن تنتهي الاتفاقية في 27 فبراير 2011.
وتنص الاتفاقية على منح 119 رخصة صيد لسفن المجموعة الاقتصادية الأوروبية (معظمها إسبانية) وإجمالي 6000 طن من الأسماك السطحية للصيد الصناعي بواسطة سفن من فرنسا وألمانيا واليونان وأيرلندا وإيطاليا ولاتفيا وليتوانيا وهولندا وبولندا والبرتغال وإسبانيا.
في المقابل أن يدفع الاتحاد الأوروبي للمغرب مساهمة مالية قدرها 144 مليون يورو، بالإضافة إلى حوالي 13.6 مليون يورو تدفعها شركات النقل البحري كرسوم.
وتعد الاتفاقية أقل طموحا من سابقاتها، سواء من حيث المساهمة المالية أو عدد التراخيص والأنواع البحرية المسموح بها. حيث يستثني صيد رأسيات الأرجل والقشريات الثمينة، مما يعكس قلق المغرب تجاه استنزاف مخزونها السمكي، وجهودها الرامية إلى تطوير أسطول صيد الأسماك الصناعي الخاص به (في عام 2006، أصبحت المغرب أكبر مصدر للأسماك في أفريقيا).
النطاق الجغرافي لتطبيق اتفاقية الشراكة السمكية مثير للجدل؛ حيث يعتبر الكثيرون أن تمديدها إلى مياه الصحراء الغربية انتهاكاً للقانون الدولي.
احتلت المغرب الجزء الأكبر من الصحراء الغربية عام 1975، وتسيطر على المياه أمام سواحل الإقليم. وحيث أن المخزونات المغربية مستنفدة، فإن الجزء الأكبر من مصايد الأسماك في الوقت الحاضر أمام سواحل الصحراء الغربية.

## الخلفية التاريخية
بدأ صيد الأسماك على نطاق واسع من البر الإسباني في المياه المغربية في ستينيات القرن العشرين، مع توسع الصناعة السمكية الإسبانية، وخاصة جليقية.
تضمنت (اتفاقية مدريد) لعام 1975 بين إسبانيا والمغرب وموريتانيا، التزامًا من جانب المغرب بعدم إعاقة وصول الصيادين الإسبان إلى مياه الصحراء الغربية.
لم تدخل اتفاقية مصائد الأسماك الأولى عام 1977 بين المغرب وإسبانيا حيز التنفيذ؛ لذلك تم توقيع معاهدة ثانية عام 1983 التي نصت على منطقتين مختلفتين، شمال وجنوب رأس شونار ، محددة بذلك المنطقة الجنوبية كمياه تابعة للصحراء الغربية، لتجنب أى تفسير للاعتراف بالسيادة المغربية. 
أدى انضمام إسبانيا والبرتغال إلى المجموعة الاقتصادية الأوروبية عام 1986 إلى حصول المجموعة الأوروبية على صلاحيات حصرية في مجال مصائد الأسماك، وعلاقاتها الخارجية.
تم توقيع أول اتفاقية لصيد الأسماك بين الجماعة الأوروبية والمغرب في عام 1988. ونصت الاتفاقية التي مدتها أربع سنوات على منح 800 ترخيص سنويًا لسفن الصيد الإسبانية والبرتغالية، ولم تتضمن أي قيود على الكميات والأنواع. وحصلت المغرب على 282 مليون يورو في المقابل.
وفرت اتفاقية مصائد الأسماك بين المغرب والاتحاد الأوروبي لعام 1992 ظروفا أفضل للمغرب من حيث التعويض المالي (310 مليون يورو) وفترات راحة بيولوجية أطول. ولكن الخلاف حول استخدام الترخيص أدت إلى إنهاء الاتفاقية في أبريل 1995. وذكرت اتفاقية 1992-1995، في ملحقها الأول، ميناء الداخلة، أى أن الصحراء الغربية ضمن نطاقها الجغرافي. 
وقعت اتفاقية معدلة في نوفمبر 1995. والتعويضات المالية بها 355 مليون يورو، خصص جزء كبير منها لتنمية قطاع الصيد الصناعي والبحث البحري وتدريب الصيادين المغاربة.
عندما انتهت الاتفاقية في نوفمبر 1999، عارضت المغرب تجديدها لأنها تريد منع استنفاد المخزون السمكي بالكامل. مما أدى إلى خلق مشاكل لسفن الصيد الإسبانية والبرتغالية، التي كانت المستفيد الرئيسي من اتفاقيات مصايد الأسماك التي أبرمها الاتحاد الأوروبي مع المغرب. وتطلب ذلك من كليهما إعادة هيكلة عملياتهما وتقليص حجمها.
لم يعتمد أى اتفاق حتى تم التوقيع على اتفاقية الشراكة الجديدة لمصايد الأسماك في يوليو 2005. 

## النطاق الجغرافي لتطبيق الاتفاقية
تنص المادة 2 (أ) من الاتفاقية على أن مصايد الأسماك التابعة للاتحاد الأوروبي في "المياه التابعة لسيادة المملكة المغربية"، كما تم تعريفها في الاتفاقيات السابقة. لذلك فإن هذا القرار لا يقتصر على المناطق الخاضعة للسيادة المغربية مباشرة، بل يتعداها إلى مناطق أخرى تحت سيطرتها ، مثل منطقتها الاقتصادية البحرية الخالصة ، ومياه الصحراء الغربية. وعليه فإن الاتفاق لا يحدد صراحة ما إذا كانت مياه الصحراء الغربية تابعة أم مستثناة.
أثارت الاتفاقية جدلًا واسعًا بسبب عدم تحديد الحدود الجنوبية للمغرب ضمن نطاقها الجغرافي. وخشى المعارضون من أن يمكن هذا المغرب من منح تراخيص للصيد في مياه الصحراء الغربية، المستعمرة الإسبانية السابقة التي غزتها المغرب في عام 1975.
أدى الغموض بشأن الحدود إلى التصويت السويدي ضد الاتفاقية في مجلس الاتحاد الأوروبي، حيث صرح أن "الصحراء الغربية ليست جزءا من أراضي المغرب بموجب القانون الدولي، وأن هناك مساعٍ لإيجاد حل سياسي عادل ودائم ومتفق عليه للصراع".
اتفقت فنلندا وأيرلندا وهولندا مع الموقف السويدي، لكنهم امتنعوا عن التصويت بدلًا من التصويت ضد الاتفاقية.
أصدرت الدول بيانات منفصلة توضح مخاوفها.

## الامتثال للقانون الدولي

### حكم للأمم المتحدة عام 2002
في عام 2002، أشار المستشار القانوني للأمم المتحدة إلى أن نشاط الموارد الطبيعية في الصحراء الغربية لا يمكن أن يتم إلا وفقا لرغبات ومصالح شعب الإقليم.
في عام 2008، انتقدت الأمم المتحدة الاتحاد الأوروبي بسبب سوء استخدام تحليله لتبني اتفاقية الشراكة السمكية، وهي اتفاقية تنتهك القانون الدولي.
تردد صدى رأي الأمم المتحدة في الخدمات القانونية للبرلمان الأوروبي في عام 2009، الذي أجمع على أن الشعب الصحراوي لم يتم التشاور معه فيما يتصل باتفاقية الشراكة السمكية، وأنه لا يوجد دليل على أنهم يستفيدون منها، كما يقتضي القانون الدولي.

### الآراء القانونية لمؤسسات الاتحاد الأوروبي
أصدرت الخدمات القانونية للبرلمان الأوروبي ومجلس الاتحاد الأوروبي رأيين قانونيين حول مدى توافق الاتفاقية مع القانون الدولي.
وقد نشر رأي البرلمان جزئيًا، بينما رأي المجلس لم ينشر بعد. 
يقول قسم الخدمات القانونية للبرلمان الأوروبي بأن الاتفاقية لا تتضمن ولا تستبعد مياه الصحراء الغربية من نطاقها الجغرافي، وبالتالي يتعين على المغرب الوفاء بالتزاماته الدولية. ويمكن للاتحاد الأوروبي أن يعلق الاتفاقية، إذا ثبت أن المغرب يتجاهل مصالح شعب الصحراء الغربية.
ورغم الرأي القانوني الإيجابي، طالب عدد كبير في البرلمان الأوروبي باستبعاد الصحراء الغربية صراحةً من النطاق الجغرافي للاتفاقية.
ثم اعتمد البرلمان الاتفاقية، وطلب من المجلس تعزيز آليات المراقبة.
رغم عدم نشر الرأي القانوني لمجلس الاتحاد الأوروبي، إلا أنه يفيد بأنه توصل إلى نفس الاستنتاجات التي وصل إليها البرلمان.
وقد صوتت السويد ضد القرار أثناء تصويت المجلس، وامتنعت فنلندا عن التصويت. ولم يعتمد أي تعديل طلبه البرلمان. 

### ادعاءات عدم الشرعية القانونية فيما يتعلق بالصحراء الغربية

#### بعدم حق المغرب في إبرام اتفاقية بشأن مصائد الأسماك في الصحراء الغربية
صرح إنريكو ميلانو بأن اتفاقية مياه الصحراء الغربية منتهكة، لأن المغرب لا يملك السيادة على هذه الأراضي، ولا يعتبر قوة إدارية، ولا توجد مبررات قانونية أخرى لوجوده (مثل: موافقة القوة الإدارية السابقة إسبانيا، أو مجلس الأمن التابع للأمم المتحدة، أو الشعب الصحراوي).
تصنف الأمم المتحدة الصحراء الغربية إقليماً غير محكوم ذاتيًا ، ولم تقم إسبانيا بنقل سلطة إدارته إلى المغرب وموريتانيا بموجب اتفاقية مدريد عام 1976 لعدم امتلاكها صلاحية ذلك. كما ذكرت محكمة العدل الدولية في قضية تيمور الشرقية ، فإن "الدولة التي تحتل إقليماً غير محكوم ذاتيًا دون أساس قانوني سليم تفتقر إلى الشرعية في إقامة حقوق والتزامات دولية لهذا الإقليم".
ولو افترضنا أن المغرب أصبحت القوة الإدارية الجديدة، فإن مبدأ تقرير مصير الشعوب يمنع القوة الاستعمارية في الدخول في اتفاقيات تتعلق بالإقليم بعد بدء حرب التحرير الوطني
أشار الرأي القانوني للبرلمان الأوروبي إلى غياب السيادة المغربية، وعدم امتلاك صلاحية إدارة شؤون الصحراء الغربية
ولم يستنتج عدم اختصاص المغرب في عقد اتفاقية مع الاتحاد الأوروبي بشأن هذه القضية.
في عام 2006، صرح مفوض الاتحاد الأوروبي لشؤون مصايد الأسماك السيد بورج، في إشارة إلى الرأي القانوني للأمم المتحدة، إلى أنه "يجوز عقد اتفاقيات مع المملكة المغربية بشأن الموارد الطبيعية للصحراء الغربية" لأن الرأي القانوني للأمم المتحدة "يفيد بأن المغرب قوة إدارية فعلية، وبالتالي يملك الصلاحية لعقد هذا النوع من الاتفاقيات".
رأى ميلانو أن المجموعة الاقتصادية الأوروبية أخفقت في تقدير الفارق بين موضوع الرأي القانوني للأمم المتحدة المتعلق بالعقود مع الشركات الأجنبية للنفط والتنقيب، وطبيعة اتفاقية الشراكة، هي اتفاقية دولية لا يمكن اعتبارها عقدًا، وتتطلب صلاحيات مختلفة وأقوى من المغرب. 

#### لانتهاك مبدأ السيادة الدائمة على الموارد الطبيعية كما ينطبق على الأقاليم غير المتمتعة بالحكم الذاتي
يقول إنريكو ميلانو أن السبب القانوني الثاني لعدم تمديد الاتفاقية إلى مياه الصحراء الغربية يكمن في مبدأ السيادة الدائمة على الموارد الطبيعية.
يستلزم هذا المبدأ الالتزام بتنفيذ الأنشطة الاقتصادية وفقًا لرغبات ومصالح شعوب أقاليم الحكم الذاتي غير المستقلة.
يرى الرأى القانوني للاتحاد الأوروبي
- أنه على المجموعة الاقتصادية الأوروبية احترام القوانين الدولية.
- ويفسر حقوق الشعب الصحراوي والتزامات الأطراف الثالثة المقابلة تفسيرًا ضيقًا.
- ويعتبر المغرب حامل رئيسي للالتزامات تجاه الشعب الصحراوي، وأنه لا يمكن افتراض عدم امتثال المغرب لهذه الالتزامات.

وفقًا لميلانو، وبما أن سفن الصيد أوروبية، ولأن المجموعة الاقتصادية الأوروبية تلعب دورًا محوريًا في تيسير هذا النشاط الاقتصادي عبر المطالبة المباشرة من المغرب بإصدار التراخيص؛ فإن الاتحاد الأوروبي مُلزم بشكل مباشر بالوفاء بالتزاماته الدولية تجاه سكان ذلك الإقليم. ينطبق هذا عند عقد أي اتفاقية صيد تتسع لتشمل إقليمًا لا يتمتع بالحكم الذاتي.
ولكي تكون الاتفاقية صالحة وفقا لمبدأ السيادة الدائمة على الموارد الطبيعية، فإنه ينبغي أن تتم لصالح الصحراويين ووفقًا لرغباتهم كما عبر عنها ممثلوهم الشرعيون (جبهة البوليساريو، وحكومة الجمهورية العربية الصحراوية الديمقراطية).
وكان هذا أيضًا رأي السويد خلال تصويت مجلس الاتحاد الأوروبي. وفي غياب هذا العنصر، لا يمكن اعتبار اتفاقية الشراكة السمكية صالحة بالنسبة لأراضي الصحراء الغربية.

#### النتائج
للأسباب المذكورة أعلاه؛ يرى ميلانو أن "اتفاقية الشراكة السمكية قد تعتبر باطلة بقدر ما تهدف إلى خلق حقوق دولية تتعلق باستخدام مصائد الأسماك في مياه الصحراء الغربية". مما يعني أن
- الاتحاد الأوروبي لا يستطيع الاعتماد على الاتفاقية لطلب إصدار تراخيص صيد في مياه الصحراء الغربية.
- المغرب لا يمكنه الشكوى بهذه الاتفاقية ضد الاتحاد الأوروبي بشأن الصيد في مياه الصحراء الغربية.
- الاتحاد الأوروبي لا يمكنه الاحتجاج بالاتفاقية كإلزام للإدارة المستقبلية للصحراء الغربية.

### مدى تطبيق واجب عدم الاعتراف
طعن علماء القانون في اتفاقية الشراكة السمكية فيما يتعلق باحتمال خرق الاتحاد الأوروبي لواجب عدم الاعتراف بالمواقف الناتجة عن انتهاك خطير للأوامر القانون الدولي.
فيما يتعلق بمدى إلزامية عدم الاعتراف للمنظمات الدولية، فإن هذه المنظمات والدول، ملزمة باحترام واجب عدم الاعتراف،
وقد أقرت محكمة العدل الأوروبية بأن المجموعة الاقتصادية الأوروبية ملزمة باحترام القانون الدولي.
إضافةً إلى أنه لو لم تتحمل الدول الأعضاء المسؤولية عن تصرفات منظمة دولية في مجال اختصاصها، فإنها تتحمل مسؤولية خرق الالتزامات الواقعة عليها عند التصرف داخل الهيئات الحكومية الدولية، من حيث سلوكها الفردي وقت التصويت. وفي حالة اتفاقية الشراكة السمكية، سيتم رفض أى استثناء بحسن النية بسبب الرفض الواضح من قبل مؤسسات الاتحاد الأوروبي لاستبعاد الصحراء الغربية من النطاق الجغرافي للاتفاقية.
فيما يتعلق بانطباق واجب عدم الاعتراف على الإدارة المغربية الفعلية للصحراء الغربية، فإن هذا الواجب ينطبق على حالات مثل:
- محاولة اكتساب السيادة على الأراضي من خلال إنكار مبدأ تقرير مصير الشعوب،
- ينشأ واجب عدم الاعتراف بشكل مستقل عن إجراءات مجلس الأمن التابع للأمم المتحدة. [1]

وفقًا لإنريكو ميلانو، إذا تم تمديد نطاق اتفاقية الشراكة السمكية لتشمل مياه الصحراء الغربية، فإن ذلك يعد انتهاكًا لالتزام المجموعة الاقتصادية الأوروبية بعدم الاعتراف.
توسيع النطاق الاتفاقية ليشمل الصحراء الغربية يمثل اعترافًا ضمنيًا من قبل الاتحاد الأوروبي بوجود وضع إقليمي غير قانوني، وهو ما مثل انتهاكاً مستمراً للقانون الدولي منذ أكثر من ثلاثين عاماً.

### الممارسات المجموعة الاقتصادية الأوروبية لضمان قانونية سلوكها بموجب القانون الدولي
في قضية علي يوسف، أيدت محكمة العدل الأوروبية وجوب تفسير قانون الاتحاد الأوروبي، والحد من نطاقه، في ضوء القوانين الدولية.
وصرح إنريكو ميلانو، بأنه من أجل الالتزام بالقانون الدولي، ينبغي أن تقتصر اتفاقية الشراكة السمكية على المياه المغربية دون الصحراء الغربية، وهو ما أكدته المجموعة الاقتصادية الأوروبية سابقاً في عام 1988: "مدى هذه المياه يحدد وفقاً للقانون الدولي".
والأمر متروك للاتحاد الأوروبي بعدم السعى للحصول على تراخيص من المغرب لصيد الأسماك في مياه الصحراء الغربية.